# علیرضا جواهری
علیرضا جواهری (زادهٔ ۱۳۵۳ در مشهد) آهنگساز، عضو گروه عارفو نوازندهٔ سنتور اهل ایران است.

## زندگی‌نامه و فعالیت هنری
علیرضا جواهری سال ۱۳۵۳ در مشهد متولد شد. وی آموختن موسیقی را نزد عباس خمر آغاز کرد و سپس نزد کیوان ساکت، رضا شفیعیان و پرویز مشکاتیان ادامه داد. جواهری کتاب‌های متعددی از آثارِ پرویز مشکاتیان گردآوری کرده‌است. او همچنین عضو پیوستهٔ خانهٔ موسیقی ایران است.
از وی کتابهای نتی همچون شعر بی‌واژه منتشر شده‌است.

## آثار هنری
از جمله آثاری که علیرضا جواهری در آن‌ها حضور داشته‌است می‌توان به موارد زیر اشاره نمود:
آلبوم موسیقی
- «آوای چکاد» (گزیده‌ای از اجرای بهمن رجبی و گروه چکاد - آثاری از رضا شفیعیان، پرویز مشکاتیان و علی نقی وزیری) ۱۳۹۲[۱۳][۱۴]
- «گل آوا» (اجرای آموزشی نوزده قطعه برای سنتور از آثار پرویز مشکاتیان)۱۳۹۲[۱۵][۱۶][۱۷]
- «گل آیین» (اجرای هجده قطعه برای سنتور با آهنگسازی پرویز مشکاتیان) ۱۳۹۲[۱۸]
- «سل آیین» (اجرای آموزشی ۱۲ قطعه به آهنگسازی پرویز مشکاتیان) ۱۳۹۲[۱۹]
- «گلچین یک» (اجرای آموزشی آثار رضا شفیعیان برای سنتور و تنبک به اهتمام بهمن رجبی) ۱۳۹۳[۲۰]
- «گلچین دو» (اجرای آموزشی آثار رضا شفیعیان برای سنتور و تنبک به اهتمام بهمن رجبی) ۱۳۹۳[۲۱]
- «به یاد کاروان» در سوگ محمدرضا لطفی (آهنگسازی، تنظیم و نوازندگی) با خوانندگی علیرضا گلبانگ ۱۳۹۴[۲۲]
- «دریچه‌ای بسوی مهتاب» (تنظیم و اجرای گزیده‌ای از آثار مشهور موسیقی کلاسیک برای سنتور) ۱۳۹۴[۲۳]
- «نگاهی به دوردست‌ها» (گزیده‌ای از آثار مشهور گیتار کلاسیک برای سنتور) ۱۳۹۵[۲۴]
- «بهار غم‌انگیز» (آهنگسازی، تنظیم و نوازندگی) با خوانندگی علیرضا گلبانگ ۱۳۹۷[۲۵]
- «قافله‌سالار عشق» (نوازندگی سنتور و تنبک) با آهنگسازی مازیار شاهی و خوانندگی سالار عقیلی[۲۶]
- «در مکتب عشق» (نوازندگی سنتور) با آهنگسازی مازیار شاهی[۲۷]
- «مشق عشق» (نوازندگی تنبک) با همکاری مازیار شاهی[۲۸]
- «بادهٔ نوشین» (نوازندگی سنتور) با خوانندگی سالار عقیلی و آهنگسازی هوشنگ فراهانی[۲۹]
- «فردای دگر» (نوازندگی سنتور) با خوانندگی سینا سرلک و آهنگسازی هوشنگ فراهانی[۳۰]
- «دلبر طناز» (نوازندگی رباب) با خوانندگی سینا سرلک و آهنگسازی علیرضا آریامنش[۳۱]
- «به یاد رهی» (نوازندگی سنتور، تنبک، دف و تنظیم) با خوانندگی عیسی فرزان راد و آهنگسازی حسن کیانی‌نژاد[۳۲]
- «پنج تصنیف از اسماعیل مهرتاش» (نوازندگی سنتور و تنبک) با تنظیم و گردآوری هوشنگ فراهانی و آواز علی اصغر بهمنی[۳۳]
- «شولیز» ترانه‌های محلی بختیاری - (نوازندگی سنتور) با تنظیم حمید توفیقی بروجنی و آواز رحیم عدنانی[۳۴]